# 素晴らしき休日
『素晴らしき休日』（すばらしききゅうじつ、原題・英語: Holiday）は、1938年に製作・公開されたアメリカ合衆国の映画である。

## 概要
1930年にアン・ハーディング主演で映画化されたフィリップ・バリーの戯曲の映画化であり、ジョージ・キューカーが監督、キャサリン・ヘプバーンとケーリー・グラントが主演した。

## キャスト
- リンダ・シートン：キャサリン・ヘプバーン
- ジョニー・ケイス：ケーリー・グラント
- ジュリア（リンダの妹）：ドリス・ノーラン
- ネッド（リンダの弟）：リュー・エアーズ
- ニック・ポーター：エドワード・エヴェレット・ホートン
- エドワード（リンダの父）：ヘンリー・コルカー
- ローラ・クラム：ビニー・バーンズ
- シートン・クラム：ヘンリー・ダニエル

## スタッフ
- 監督：ジョージ・キューカー
- 製作：エヴェレット・リスキン
- 脚本：ドナルド・オグデン・ステュアート、シドニー・バックマン
- 音楽監督：モリス・ストロフ
- 撮影：フランツ・プラナー
- 編集：アル・クラーク、オットー・メイヤー
- 美術：スティーヴン・グーソン
- 衣裳：ロバート・カロック

## アカデミー賞ノミネーション
- 美術賞：スティーヴン・グーソン、ライオネル・バンクス